# Jang Gwang
Jang Gwang (en hangul, 장광; hanja: 張光; RR: Jang Gwang; nacido el 5 de enero de 1952) es un veterano actor de televisión, cine y de voz surcoreano.

## Biografía
Estudió en el departamento de cine y teatro de la Universidad Dongguk.
Está casado con la actriz Jeon Seong-ae (전성애). La pareja tiene una hija, la comediante y actriz Jang Yoon-hee (장윤희) nacida el 14 de octubre de 1984, y un hijo, Jang Young (장영) nacido en 1986.

## Carrera
Es miembro de la agencia Shin Entertainment (신엔터테인먼트).
En mayo de 2014 se unió al elenco principal de la serie Flower Grandpa Investigation Unit, donde interpretó a Jeon Kang-seok, un detective y ex boxeador nacional cuya vida cambia cuando un experimento sale mal y termina en el cuerpo de un adulto mayor, hasta el final de la serie el 25 de julio del mismo año. El actor Park Doo-shik interpretó a Kang-seok de joven.
En julio del mismo año se unió al elenco recurrente de la serie Fated to Love You, donde dio vida al doctor Moon, el tranquilo y confiable médico de la familia de Lee.
El 21 de mayo de 2015 se unió al elenco de la película The Treacherous, donde interpretó al primer ministro de la Dinastía Joseon.
En enero de 2016 se unió al elenco recurrente de la serie Moorim School (también conocida como "Moorim School: Saga of the Brave"), donde dio vida al profesor Bup-gong, el maestro zen del Instituto Moorim.
En agosto del mismo año se unió al elenco recurrente de la serie Love in the Moonlight, donde interpretó al eunuco Han Sang-ik.
En diciembre de 2017 se unió al elenco principal de la serie A Korean Odyssey, donde dio vida a Sa Oh-jung / Yoon Dae-shik, el CEO de MSUN, una empresa de fabricación de teléfonos móviles.
En 2018 apareció en la serie Queen of Mystery 2 donde interpretó a Ha Jae-ho, el padre de Ha Wan-seung (Kwon Sang-woo).
En enero de 2019 se unió al elenco recurrente de la serie The Crowned Clown, donde dio vida al eunuco Jo Nae-gwan, un hombre que aunque al inicio desconfía del Rey Ha-seon (Yeo Jin-goo), finalmente termina convirtiéndose en su cuidador y ayudante. Jang Gwang previamente interpretó a Nae-gwan en la película Masquerade en 2012.
En abril de 2020 se unió al elenco recurrente de la serie When My Love Blooms, donde interpretó a Yoon Hyung-gyu, el padre de Yoon Ji-soo (Lee Bo-young).
En 2022 se unirá al elenco principal de la serie Stock Struck, donde dará vida a Kim Jin-bae, un profesor de inglés que comienza a invertir en acciones después de jubilarse.

## Filmografía

### Series de televisión
| Año     | Título                            | Personaje                  | Notas                          | Ref.          |
| ------- | --------------------------------- | -------------------------- | ------------------------------ | ------------- |
| 1998    | Three Kim Generation              | Chun Doo-hwan              |                                |               |
| 2011    | Ojakgyo Family                    | Oficial Retirado Bong      |                                |               |
| 2011    | Vampire Prosecutor                | Kwak No-seung              | Aparición especial             |               |
| 2013    | All About My Romance              | Maeng Joo-ho               |                                |               |
| 2013    | Goddess of Fire                   | Lee Pyung-ik               |                                |               |
| 2014    | Gap-dong                          | Monje Jinjo                |                                |               |
| 2014    | Flower Grandpa Investigation Unit | Jeon Kang-seok             | 12 episodios                   |               |
| 2014    | Fated to Love You                 | Doctor Moon                | 12 episodios                   |               |
| 2014    | Pinocchio                         | Director de la Escuela     | Ep. 1 - Aparición especial     |               |
| 2015    | Unkind Women                      | -                          | Ep. 1 - Aparición especial     |               |
| 2015    | Super Daddy Yeol                  | Entrenador Bang            |                                |               |
| 2015    | Missing Noir M                    | Nam Suk-tae                | Ep. 5 - Aparición especial     |               |
| 2015    | Splendid Politics                 | Yi Gwi                     |                                |               |
| 2015    | Yong-pal                          | Go Seung-hoon              |                                |               |
| 2016    | Jang Yeong-sil                    | Jo Gwang / Chung-bo        |                                |               |
| 2016    | Moorim School                     | Prof. Bup-gong             |                                |               |
| 2016    | Memory                            | Park Chul-min              |                                |               |
| 2016    | Church Boy's Love QT              | Padre de Kim Yo-han        |                                |               |
| 2016    | Love in the Moonlight             | Han Sang-ik                |                                |               |
| 2017    | Innocent Defendant (Defendant)    | Cha Young-woon             |                                |               |
| 2017    | Teacher Oh Soon Nam               | -                          |                                |               |
| 2017    | Bad Thief, Good Thief             | Hong Il-kwon               |                                | [ 10 ]        |
| 2017-18 | A Korean Odyssey                  | Sa Oh-jung / Yoon Dae-shik | 20 episodios                   | [ 11 ]        |
| 2018    | Cross                             | Son Young-shik             |                                |               |
| 2018    | Queen of Mystery 2                | Ha Jae-ho                  | Aparición especial             |               |
| 2018    | Children of a Lesser God          | Pastor Wang                |                                | [ 12 ]        |
| 2018    | Come and Hug Me                   | Padre en televisión        | Ep. 1 - Aparición especial     |               |
| 2018    | About Time                        | Prof. Park Sun-saeng       |                                |               |
| 2019    | Gogo Song                         | Kim Chan-ok                |                                |               |
| 2019    | The Crowned Clown                 | Jo Nae-gwan                |                                | [ 13 ]        |
| 2019    | The Banker                        | Jo Jang-kwang              | (invitado)                     |               |
| 2019    | The Nokdu Flower                  | Cho Byung-gap              | Ep. 1-2 - Aparición especial   |               |
| 2019    | Class of Lies                     | Congresista Park           | Ep. 15 - Aparición especial    |               |
| 2019    | Leverage                          | Baek Jong-goo              | Ep. 7-8 - Aparición especial   |               |
| 2020    | The Game: Towards Zero            | Médico Forense Jubilado    | Ep. 17-18 - Aparición especial |               |
| 2020    | Eccentric! Chef Moon              | Amigo de Moon Byung-hak    | Ep. 8 - Aparición especial     |               |
| 2020    | When My Love Blooms               | Yoon Hyung-gyu             |                                |               |
| 2020    | Oh My Baby                        | Presidente Jo              | Ep. 4 - Aparición especial     |               |
| 2021    | Dali and Cocky Prince             | Kim Nak-cheon              |                                | [ 14 ]        |
| 2021    | Melancholia                       | Noh In-hyung               |                                |               |
| 2021-22 | Moonshine                         | Yeon Jo-mun                |                                |               |
| 2022    | Deseos VIP                        | Cha Yong-hwan              |                                |               |
| 2022    | Stock Struck                      | Kim Jin-bae                |                                | [ 8 ] [ 9 ]   |
| 2022    | Connect                           |                            |                                | [ 15 ]        |
| 2022-23 | El tranvía                        | Kang Soon-hong             |                                | [ 16 ]        |
| 2024    | La vorágine                       | Cho Sang-cheon             |                                | [ 17 ] [ 18 ] |
| 2025    | Submundo                          | Chun Hwang-sik             |                                | [ 19 ]        |

### Películas
| Año  | Título                                | Personaje                      | Notas                                                                                     | Ref.   |
| ---- | ------------------------------------- | ------------------------------ | ----------------------------------------------------------------------------------------- | ------ |
| 2011 | Silenced                              | Lee Kang-suk/Lee Kang-bok      | junto a Gong Yoo, Jung Yu-mi, Kim Hyun-soo, Baek Seung-hwan y Kim Ji-y                    | [ 20 ] |
| 2002 | Whistling Princess                    | -                              |                                                                                           |        |
| 2002 | Masquerade                            | Eunuco Jo Nae-gwan             | junto a Lee Byung-hun, Ryu Seung-ryong, Han Hyo-joo y Lee Jun-hyeok                       |        |
| 2002 | 26 Years                              | "Ese Hombre" (expresidente)    | junto a Jin Goo, Han Hye-jin, Im Seulong, Lee Geung-young, Bae Soo-bin y Kim Eui-sung     |        |
| 2002 | Love Clinique                         | CEO Gong                       |                                                                                           |        |
| 2002 | Confession of Murder                  | Productor en Jefe              |                                                                                           |        |
| 2013 | The New World                         | Director Yang                  | junto a Lee Jung-jae, Choi Min-sik, Hwang Jung-min, Park Sung-woong y Tae In-ho           |        |
| 2013 | Secretly, Greatly                     | Go Hwi-sun                     | junto a Kim Soo-hyun, Park Ki-woong, Lee Hyun-woo, Son Hyun-joo y Kim Sung-kyun           |        |
| 2013 | Are You Ready?                        | Narrador                       | junto a Kim Jeong-hak                                                                     |        |
| 2013 | Marriage Blue                         | Padre de Yi-ra                 | junto a Go Joon-hee, Kim Kang-woo, Kim Hyo-jin, Joo Ji-hoon, Lee Yeon-hee y Ok Taecyeon   |        |
| 2013 | Way Back Home                         | Embajador                      |                                                                                           |        |
| 2014 | Plan Man                              | Goo Sang-yoon                  | junto a Jung Jae-young, Han Ji-min, Cha Ye-ryun, Park Jin-joo y Kim Ji-young              | [ 21 ] |
| 2014 | Miss Granny                           | Fotógrafo                      |                                                                                           |        |
| 2014 | Tabloid Truth                         | Presidente Oh-aen              |                                                                                           |        |
| 2015 | Chronicle of a Blood Merchant         | Heo Il-Rak                     | junto a Ha Jung-woo, Ha Ji-won, Joo Jin-mo, Sung Dong-il, Jung Man-sik y Nam Da-reum      |        |
| 2015 | Emperor's Holidays                    | Líder de la Pandilla           | junto a Jimmy Lin, Tian Liang, Guo Tao, Sung Dong-il, Kim Jeong-hoon y Zhang Liang        |        |
| 2015 | The Treacherous                       | Primer ministro                | junto a Joo Ji-hoon, Chun Ho-jin, Kim Kang-woo, Lim Ji-yeon, Lee Yoo-young y Go Kyung-pyo |        |
| 2015 | Minority Opinion                      | Padre de Kim Hee-taek          |                                                                                           |        |
| 2015 | Untouchable Lawmen                    | Gang Seong-gi                  |                                                                                           | [ 22 ] |
| 2015 | Collective Invention                  | Padre del Park-goo             | junto a Park Bo-young, Lee Chun-hee, Lee Kwang-soo y Lee Byung-joon                       |        |
| 2016 | Bad Guys Always Die                   | Oficial de Policía             |                                                                                           |        |
| 2017 | Ordinary Person                       | -                              | junto a Son Hyun-joo, Jang Hyuk, Kim Sang-ho, Ra Mi-ran, Ji Seung-hyun y Jung Man-sik     |        |
| 2018 | Along with the Gods: The Last 49 Days | Dios de la Violencia           |                                                                                           |        |
| 2018 | Stand By Me                           | Go-bok                         | junto a Jung Ji-hoon, Lee Soon-jae, Sung Byung-sook y Cha Soon-bae                        |        |
| 2018 | The Great Battle                      | Maestro                        | junto a Jo In-sung, Nam Joo-hyuk, Park Sung-woong, Bae Seong-woo y Uhm Tae-goo            |        |
| 2018 | The Negotiation                       | Hwang Joo-ik                   | junto a Hyun Bin, Son Ye-jin, Kim Sang-ho, Jang Young-nam, Cha Rae-hyung y Lee Hak-joo    |        |
| 2018 | 60 Days of Summer                     | Lee Dong-il                    | junto a Yeon Joon-seok, Ahn Seung-gyun, Shim Eun-woo, Ha Sung-kwang y Jeon Seong-ae       | [ 23 ] |
| 2018 | The Villagers (Ordinary People)       | Kim Ki-tae                     | junto a Ma Dong-seok, Kim Sae-ron, Lee Sang-yeob y Oh Hee-joon                            |        |
| 2020 | Killing Diva                          | -                              |                                                                                           |        |
| 2020 | Steel Rain 2: Summit                  | Miembro de las Fuerzas Armadas |                                                                                           |        |
| 2021 | White Day: School of Demon Exorcism   | -                              | junto a Lee Seung-il, Park Yoo-na, Lee Hye-ran y Chani                                    |        |
| 2021 | Asurado                               | -                              |                                                                                           |        |
| 2021 | Sseol                                 | Presidente Choi                | junto a Kim Kang-hyun, Jung Jin-young, Jo Jae-yoon, Kim So-ra y Chani                     | [ 24 ] |
| 2023 | Project Silence                       | Ministro de Defensa Nacional   | junto a Lee Sun-kyun, Ju Ji-hoon y Kim Hee-won                                            |        |

### Programas de variedades
| Año  | Título                               | Notas                                        |
| ---- | ------------------------------------ | -------------------------------------------- |
| 2013 | Hwasin: Controller of the Heart      | (Ep. 7) - invitado                           |
| 2017 | My Daughter's Men 2: Dad is Watching |                                              |
| 2018 | My Daughter's Men Season 3           |                                              |
| 2018 | Busted!                              | (Ep. 8) - invitado                           |
| 2020 | The House Detox                      | (Ep. 19) - invitado                          |
| 2020 | King of Mask Singer                  | (Ep. 239-240) - concursó como "Choi Bool-am" |
| 2021 | My Little Old Boy (My Ugly Duckling) | (Ep. 225) - invitado                         |

### Anuncios
| Año | Título            | Notas                                                          |
| --- | ----------------- | -------------------------------------------------------------- |
| -   | 삼성증권 POP UMA  |                                                                |
| -   | SK텔레콤 T MAP    |                                                                |
| -   | SK브로드밴드 b TV | junto a Kim Byung-chul, Lee Jung-eun, Henry Lau y Heo Young-ji |
| -   | 농심 짜왕 건면    |                                                                |

### Revistas / seisones fotográficas
| Año  | Título            | Notas  |
| ---- | ----------------- | ------ |
| 2017 | High Cut Magazine | [ 25 ] |

## Doblaje de voz (coreano)
A continuación se presenta una lista parcial de su trabajo como actor de doblaje:

### Doblaje de voz de series (mangas) / dibujos animados
| Título                                                        | Actor Original                                | Personaje                     | Notas |
| ------------------------------------------------------------- | --------------------------------------------- | ----------------------------- | ----- |
| The Lion King                                                 | -                                             | -                             |       |
| Bob the Builder                                               | -                                             | Robert                        |       |
| Timon and Pumbaa                                              | -                                             | Timon                         |       |
| The Powerpuff Girls                                           | -                                             | Profesor Utonium              |       |
| Rugrats                                                       | -                                             | Lou Pickles / Ralph           |       |
| Phineas and Ferb                                              | -                                             | Francis Monogram              |       |
| CatDog                                                        | Jim Cummings                                  | Gato (Cat)                    |       |
| King of the Hill                                              | Mike Judge                                    | Henry "Hank" Rutherford Hill  |       |
| Turning Mecard Turning Mecard W Turning Mecard NEW            | -                                             | -                             |       |
| Darker than Black -黒の契約者- Darker than Black -流星の双子- | Ikuya Sawaki                                  | Mao                           |       |
| 家庭教師ヒットマンREBORN!                                     | -                                             | Iemitsu Sawada                |       |
| Fullmetal Alchemist: Brotherhood                              | Masashi Ebara Unshō Ishizuka Daisuke Namikawa | Van Hohenheim                 |       |
| Dennis the Menace                                             | -                                             | -                             |       |
| Teenage Mutant Ninja Turtles                                  | -                                             | Splinter                      |       |
| 광속사이버                                                    | -                                             | -                             |       |
| Mobile Suit Gundam SEED                                       | Kinryu Arimoto                                | Patrick Zala                  |       |
| Koby-Koby 꼬비꼬비)                                           | -                                             | 망태 할아버지 / 혹부리 도깨비 |       |

### Doblaje de voz personajes de cine animado
| Título | Actor Original                              | Personaje                                         | Notas                                                    |
| --- | ------------------------------------------- | ------------------------------------------------- | -------------------------------------------------------- |
| Finding Nemo Finding Dory                                                                                 | Andrew Stanton / Bill Hunter Andrew Stanton | Crush / Dentista Crush                            |                                                          |
| Pocahontas                                                                                                | Joe Baker                                   | Lon                                               |                                                          |
| The Lion King The Lion King II: Simba's Pride The Lion King 1½                                            | Nathan Lane                                 | Timón                                             |                                                          |
| 101 Dalmatians                                                                                            | David Frankham                              | Sgt. Tibbs                                        | (también conocida como "One Hundred and One Dalmatians") |
| Trolls | Jeffrey Tambor                              | Rey Peppy                                         |                                                          |
| Up | Bob Peterson                                | Dug                                               |                                                          |
| Cars Cars 2 Cars 3                                                                                        | Michael Caine Ray Magliozzi / Bob Costas    | 중계원 Finn McMisile Dusty Rust-Eze / Bob Cutlass |                                                          |
| Bolt | Mark Walton                                 | Rhino                                             |                                                          |
| Madagascar Madagascar: Escape 2 Africa Madagascar 3: Europe's Most Wanted                                 | Tom McGrath                                 | Skipper                                           |                                                          |
| Little Mermaid The Little Mermaid II: Return To The Sea                                                   | Buddy Hackett                               | Scuttle Scuttle / Pingüino                        |                                                          |
| Ice Age: The Meltdown Ice Age: Dawn of the Dinosaurs Ice Age: Continental Drift Ice Age: Collision Course | Seann William Scott                         | Crash                                             |                                                          |
| Shrek Shrek 2 Shrek The Third Shrek Forever After                                                         | Mike Myers                                  | Shrek                                             |                                                          |
| Magical: Make The Princess Laugh (매지컬: 공주를 웃겨라)                                                  | -                                           | Stan                                              | [ 26 ]                                                   |
| Treasure Island                                                                                           | David Hyde Pierce                           | Dr. Delbert Doppler                               |                                                          |
| Mononoke Hime                                                                                             | -                                           | Moro                                              |                                                          |
| Red Hawk (붉은 매)                                                                                        | -                                           | Mook‑poong                                        |                                                          |
| Buckwheat Flower, A Lucky Day and Spring                                                                  | -                                           | 운수 좋은 날 / 김 첨지                            |                                                          |
| hisper of the Heart                                                                                       | Keiju Kobayashi                             | Shirō Nishi                                       |                                                          |
| The Land Before Time                                                                                      | -                                           | -                                                 |                                                          |
| Looney Tunes (루니툰: 백인액)                                                                             | Joe Alaskey                                 | Damian Drake / Silvestre                          |                                                          |
| Bionicle (바이오니클)                                                                                     | -                                           | 포하투                                            |                                                          |
| One Piece Dress (원피스 극장판 - 에피소드 오브 사보)                                                      | -                                           | 돈 칭자오 / 아빠 장난감                           |                                                          |
| 붕가부 | -                                           | -                                                 |                                                          |

### Doblaje de voz personajes de acción en vivo
| Película | Actor(es) Original                   | Personaje(s) | Notas |
| --- | ------------------------------------ | --- | ----- |
| Léon: The Professional Air Force One Bram Stoker's Dracula Lost in Space Immortal Beloved | Gary Oldman                          | Norman Stansfield Ivan Korshunov Drácula Dr. Zachary Smith Ludwig van Beethoven                                                                                      |       |
| Jurassic Park Jurassic Park 3 Bicentennial Man The Piano Merlin | Sam Neill                            | Dr. Alan Grant Richard "Sir" Martin Alisdair Stewart Merlin |       |
| Star Wars: Episode I – The Phantom Menace Breakfast on Pluto Batman Begins K-19: The Widowmaker | Liam Neeson                          | Qui-Gon Jinn Padre Liam Henri Ducard Capitán Mikhail Polenin |       |
| Pirates of the Caribbean: The Curse of the Black Pearl Pirates of the Caribbean: Dead Man's Chest Pirates of the Caribbean: At World's End The Tailor of Panama                                                               | Geoffrey Rush                        | Héctor Barbossa Harold "Harry" Pendel |       |
| Copying Beethoven Absolute Power A Beautiful Mind | Ed Harris                            | Ludwig van Beethoven Det. Seth Frank William Parcher |       |
| L.A. Confidential Outbreak K-PAX | Kevin Spacey                         | Det. Sgt. Jack Vincennes Casey Schuler Prot |       |
| 102 Dalmatians Camille Claudel Trop Belle Pour Toi, Too Beautiful For You Vatel Fort Saganne Le Colonel Chabert Ruby & Quentin 36 Quai des Orfèvres La Vie en rose The Return of Martin Guerre Astérix et Obélix contre César | Gérard Depardieu                     | Jean-Pierre Le Pelt Auguste Rodin Bernard François Vatel Charles Saganne Col. Amédé Chabert Quentin Denis Klein Louis Leplée "Martin Guerre" (Arnaud du Tilh) Obélix |       |
| Dancer In The Dark Contact The Rock | David Morse                          | Bill Houston Theodore Arroway Francis X. Hummel |       |
| General's Son III General's Son II | Park Sang-min                        | Kim Du-han |       |
| The Kings Speech | Colin Firth                          | Rey George VI |       |
| Transformers | Kevin Dunn                           | Ron Witwicky |       |
| The Edge | Anthony Hopkins                      | Charles Morse |       |
| Ben Hur | Frank Thring                         | Poncio Pilato |       |
| Batman Forever | Ed Begley Jr.                        | Fred Stickley |       |
| Pearl Harbour | Dan Aykroyd                          | Capitán Thurmann |       |
| Oceans Eleven | Elliot Gould                         | Reuben |       |
| Chaplin | Kevin Kline                          | Douglas Fairbanks |       |
| Bride and Prejudice | Anupam Kher                          | Mr. Bakshi |       |
| Jumanji | Robin Williams                       | Alan Parish |       |
| Equilibrium | Sean Pertwee                         | El Padre |       |
| Armageddon | Steve Buscemi                        | "Rockhound" |       |
| Mamma Mia! | Stellan Skarsgård                    | Bill Anderson |       |
| The Godfather | Marlon Brando / Robert Duvall        | Don Vito Corleone / Thomas "Tom" Hagen |       |
| Babe | James Cromwell                       | Arthur Hoggett |       |
| The Da Vinci Code | Ian McKellen                         | Leigh Teabing |       |
| My Big Fat Greek Wedding | Michael Constantin                   | Costa "Gus" Portokalos |       |
| The Lord of the Rings: The Two Towers | Bernard Hill                         | Rey Théoden |       |
| Titanic | Victor Garber / Jonathan Evans-Jones | Thomas Andrews / Wallace Hartley |       |

### Doblaje de voz de versión animada dewebtoons
| Webtoon  | Personaje           | Notas |
| -------- | ------------------- | ----- |
| Noblesse | Gejutel K. Landegre |       |

## Premios y nominaciones
| Año  | Premios           | Categoría              | Trabajo    | Resultado |
| ---- | ----------------- | ---------------------- | ---------- | --------- |
| 2012 | Blue Dragon Award | Mejor actor de reparto | Masquerade | Nominado  |